# ロンヨンジャパン
株式会社ロンヨンジャパン（英語表記：Long Yong Japan Corporation）は、大阪府吹田市に本社がある、スポーツユニフォームの製造販売などを主に行なっている会社である。創業は1996年。フットサルチームやサッカーチームのオリジナルユニフォーム作成などを中心にビジネスを展開しており、フットサルクラブ「K'ntetsu futsal club」のスポンサーも努める。
その他、Fリーグに所属する「湘南ベルマーレ」のサプライヤーを2014-2015シーズンから継続して行っている。